# Aprilia Sportcity
L'Aprilia Sportcity è un motociclo prodotto dalla casa Aprilia a partire dal 2004 fino al 2013. Appartiene alla categoria degli scooter a ruote alte. 
Dal 2008 al 2013 è stato venduto anche dalla Derbi come Derbi Rambla. 

## Prima serie (2004-2006)
La prima serie dello Sportcity è stata prodotta da giugno 2004 a marzo 2006 in versione 125 e 200 cm³.
La potenza è offerta dal motore a quattro tempi Piaggio Leader (Low Emission ADvanced Engine Range) ereditato dal Beverly, caratterizzato da raffreddamento a liquido, 4 valvole, per arrivare a erogare rispettivamente 15 cavalli per il 125 e 22 per il 200.
È inoltre dotato, oltre al tachimetro, di un display multifunzione che, oltre a visualizzare l'orario, fornisce elettronicamente il livello del carburante (tramite una sonda), la temperatura del motore, contachilometri parziale e totale, livello tensione batteria. A questo si affiancano una serie di spie che indicano eventuali malfunzionamenti ed altro.

## Seconda serie (2006-2008)
Da marzo 2006, per adattarsi alle norme anti inquinamento Euro 3, lo Sportcity ha subito un lievissimo restyling, riguardante alcuni particolari estetici. È stata introdotta una nuova cilindrata (250 cm³) ad iniezione elettronica, spinta dal motore Piaggio Quasar (QUArter liter Smooth Augmented Range).
Le nuove norme anti inquinamento hanno dato una netta perdita di potenza al motore 200 cm³, passando da 21 cavalli a 18,5, perdita dovuta anche all'introduzione del modello 250 cm³ da 22,5 cavalli, e quindi una differenziazione maggiore.
Inoltre il silenziatore di scarico è stato cambiato da quello proprietario Aprilia (che non è altro che un lieve modificato del vecchio Atlantic 200) a quello attuale che Piaggio monta anche sul Beverly e Carnaby.
Migliorate inoltre altre caratteristiche: sottosella e serbatoio hanno aumentato le loro rispettive capacità, permettendo al primo di ospitare un qualunque casco (a parte gli integrali) oltre a vari accessori, e al secondo di fare un pieno di oltre 9 litri, per una maggiore autonomia (soprattutto autostradale).
Dal punto di vista tecnico la peculiarità del nuovo 250ie è l'impianto frenante maggiorato: all'anteriore infatti troviamo un doppio disco da 260mm con pinze a doppio pistoncino, che accoppiato alle generose dimensioni dello pneumatico anteriore, permettono modularità e spazi di arresto notevoli, senza che il telaio si scomponga o che la forcella affondi completamente. Al posteriore invece troviamo per tutti i modelli il classico disco da 220mm monopistoncino, non potentissimo, ma di difficile bloccaggio.

## Gamma 2008: Sportcity Cube e One
Il 4 giugno 2008 Aprilia presenta la nuova gamma Sportcity introducendo innanzitutto un nuovo scooter dalle dimensioni più compatte: lo Sportcity One con motorizzazioni 50 (HyPer2 due tempi e Hyper4 quattrotempi) e 125 (Piaggio Leader 4 tempi, carburatore, raffreddamento ad aria. Il "classico" Sportcity subisce un restyling estetico e viene ribattezzato Sportcity Cube e vede introduzione del nuovo motore Piaggio 300ie (278 cm³) che sostituisce il precedente 250. Il nuovo 300ie viene utilizzato anche dalla Vespa GTS ed eroga la medesima potenza e coppia, ma a regimi inferiori, e quindi molto più pronto e scattante, con valori di ripresa ulteriormente migliorati (soprattutto viaggiando in coppia).
Esteticamente, oltre a nuove colorazioni, spariscono i profili cromati, viene verniciato il sottopedana, il piccolo cupolino è integrato nel manubrio, rivisto nell'estetica e nella pulsanteria, e che ingloba una nuova strumentazione (la stessa del nuovo Scarabeo Light). Modificato anche il portapacchi integrato e il fanale posteriore ha la plastica trasparente (invece che rossa).
Rimangono invece inalterate le caratteristiche delle motorizzazioni 125 e 200 (4 tempi, 4 valvole, carburatore, raffreddamento a liquido, 15 e 19 cavalli rispettivamente).
Nel 2009 viene introdotto lo Sporticity 50 Street.

## Derbi Rambla

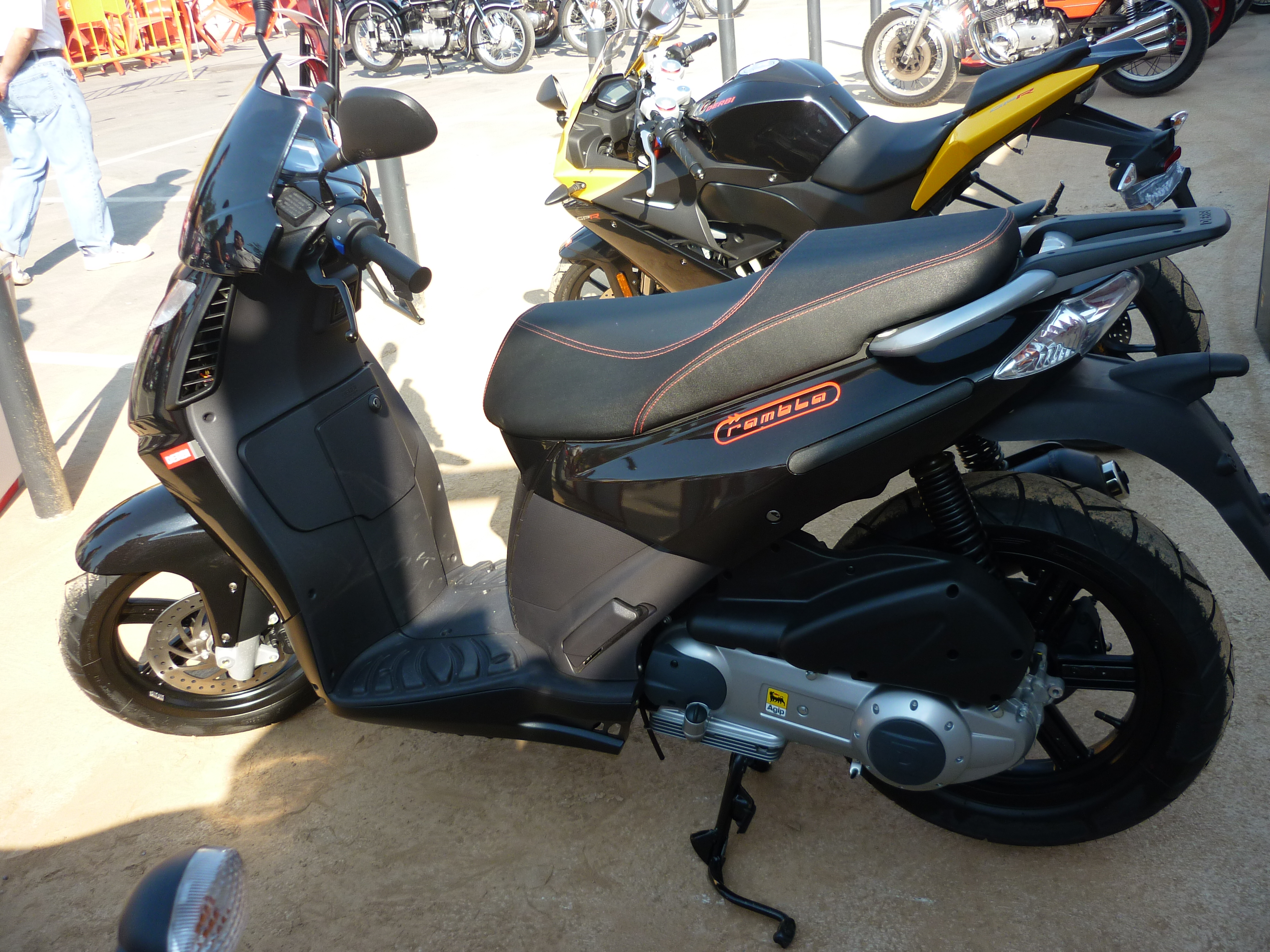
Il Derbi Rambla, gemello dello Sportcity

Frutto di una strategia di badge engineering il Derbi Rambla non è altro che una versione con modifiche estetiche nel frontale dello Sportcity (Derbi e Aprilia fanno entrambe parte del gruppo Piaggio); a cambiare è la mascherina e i vari loghi presenti sulla carrozzeria. I fari sono i medesimi del modello Aprilia. Venne introdotto nella primavera del 2008 e venduto nelle concessionarie della casa spagnola. La gamma motori al debutto era composta dagli stessi motori 125 e 250.
Alla fine del 2009 il motore 250 viene sostituito dal nuovo 300 Piaggio Quasar da 278 cm³.
Come lo Sportcity anche il Rambla esce di produzione nel 2013.